# Eresina bitjensis
Eresina bitjensis är en fjärilsart som beskrevs av Bethune-Baker 1926. Eresina bitjensis ingår i släktet Eresina och familjen juvelvingar. Inga underarter finns listade i Catalogue of Life.